# Marine Corps Recruit Depot Parris Island
La Marine Corps Recruit Depot Parris Island (a menudo abreviado como MCRD Parris Island) es una instalación militar perteneciente al Cuerpo de Marines de los Estados Unidos que cuenta con una superficie de 32,9 km² y está ubicada dentro de Port Royal, Carolina del Sur, aproximadamente a 8 km al sur de Beaufort, comunidad que se asocia típicamente con la instalación. El centro de reclutamiento MCRD Parris Island se utiliza para la formación de los nuevos marines. A esta base acuden todos los reclutas masculinos que viven al este del río Misisipi y las mujeres de cualquier zona de Estados Unidos, para recibir su formación inicial. Los reclutas masculinos que viven al oeste del río Misisipi reciben su formación en el centro Marine Corps Recruit Depot San Diego.

## Historia
Una expedición de Hugonotes franceses, dirigida por Jean Ribault en 1562, fue el primero grupo Europeo que trata de colonizar la isla de Parris. Las primeras de expediciones españolas habían avistado la zona, y la llamaron La Punta de Santa Elena, que en la actualidad sigue siendo uno de los nombres europeos más antiguos utilizados continuamente en los Estados Unidos. La expedición francesa construyó un puesto de avanzado llamado Charlesfort, Ribault dejó una pequeña guarnición, y regresó a Francia a por suministros y más colonos. Después de una larga ausencia, debido a las guerras en Europa, Charlesfort fue abandonado después de que la guarnición se amotinara, Ribault ordenó la construcción de un barco y regresó a Francia en abril de 1563. En 1566 los españoles, dirigidos por Pedro Menéndez de Avilés fundaron un asentamiento llamado Santa Elena que se convirtió en la capital de La Florida en la siguiente década. España finalmente abandonó Santa Elena en 1587, Inglaterra tomó el control de la región en el siglo XVII, y la isla de Parris se convirtió en el hogar de plantaciones británicas tras la compra por el coronel Alexander Parris, tesorero de la colonia de Carolina del Sur, en 1715. Desde 1720 a la Guerra de Secesión, la isla fue dividida en un número de plantaciones, en las que inicialmente se plantaba Indigofera, y más adelante algodón. Durante y tras la Guerra Civil, la isla se convirtió en el hogar de los esclavos liberados, y fue el de escuelas de libertos en las cuales enseñaban los abolicionistas como Frances Gage y Clara Barton.
Las fuerzas de la Unión capturaron Port Royal Sound en 1861, y la isla de Parris se convirtió en una estación de carbón para la Armada. Esta función fue retomada después de la guerra, gracias en gran parte al antiguo esclavo, ahora congresista Robert Smalls, que luchó por la creación de una nueva instalación militar federal en la isla.
Los marines llegaron por primera vez a Parris Island en 1891, en forma de un pequeño destacamento de seguridad encabezada por el sargento primero Richard Donovan. Su unidad fue adscrita a la Base Naval, Port Royal, la precursora de la isla de Parris. La unidad de Donovan fue muy elogiada por preservar la vida y la propiedad durante los huracanes y los maremotos que azotaron la isla en 1891 y 1893.
Los edificios militares y las casas construidas entre 1891 y la Primera Guerra Mundial forman el núcleo del Distrito Histórico de la isla de Parris. La casa del general en jefe, y un dique seco de madera construido a principios del siglo XIX están en la Registro Nacional de Lugares Históricos.
El 1 de noviembre de 1915, la isla de Parris fue designada oficialmente como centro de reclutamiento, designación que ha mantenido hasta la actualidad.
Antes de 1929, un ferry proporcionaba todo el transporte desde y hacia la isla desde los muelles de Port Royal a los muelles de Parris. En ese año finalizó la construcción de una carretera y un puente, poniendo fin a la era de transporte marítimo. Durante el fatídico diciembre de 1941, llegaron a Parris 5272 reclutas y 9206 en enero, por lo fue necesario añadir más batallones de formación. A medida que avanza la guerra, cinco batallones fueron enviados a New River, Carolina del Norte. Desde 1941 hasta 1945, 204.509 reclutas pasaron por aquí y en el momento de la rendición japonesa, había más de 20 000 reclutas.
El 15 de febrero de 1949, los marines crean por separado un comando con el único propósito de la formación de los reclutas femeninas. Más tarde, este comando es en la actualidad el único batallón para la formación femenina.
Al comienzo de la guerra de Corea en 1950, había 2.50 reclutas en Parris. Desde entonces y hasta que la 1.ª División de Marines se retiró de Corea, los instructores formaron a más de 138 000 reclutas. En marzo de 1952, la carga de entrenamiento alcanzó un máximo de 24 424 reclutas. Durante los años de la Guerra de Vietnam, se alcanzó un pico de carga de entrenamiento de 10 979 reclutas en marzo de 1966.
En la noche del 8 de abril de 1956, se produjo el incidente de Ribbon Creek en el que seis reclutas murieron ahogados, lo que llevó a cambios generalizados en las políticas de formación de los cadetes.
En la década de 1990, la ciudad de Port Royal se anexionó toda la isla, aunque la mayoría de los visitantes todavía asocian la instalación con Beaufort, una comunidad más amplia a cinco millas al norte. Hoy en día, los marines forman cerca de 17 000 reclutas en Parris Island cada año.
El entrenamiento de los reclutas, incluye un proceso de trece semanas durante las cuales los reclutas cortan con todo lo relacionado con la vida civil y deben adaptarse a un estilo de vida del Cuerpo de Marines. Durante el entrenamiento, se les instruyen en una amplia variedad de temas incluyendo el entrenamiento de armas, artes marciales, higiene y limpieza, formación en orden cerrado, y la historia del Cuerpo de Marines. La formación hace hincapié en la aptitud física y los reclutas deben alcanzar un nivel mínimo de forma física para poder graduarse. Esta norma incluye un Examen de Aptitud Física. Los reclutas deben también cumplir con las calificaciones de puntería con el rifle M16A2 , y un ejercicio simulado combate durante 54 horas conocido como The Crucible.

## En la cultura popular
- El centro de reclutamiento de Parris Island aparece en la película de Stanley Kubrick del año 1987 Full Metal Jacket, con R. Lee Ermey en el papel de instructor. La película no se filmó en Parris Island, sino que fue rodada en el Reino Unido en el centro RAF Bassingbourn, una antigua base de la Royal Air Force británica.[5]
- El centro de reclutamiento es nombrado en la canción Good Night Saigón, de Billy Joel.